# Tenuirostritermes incisus
Tenuirostritermes incisus är en termitart som först beskrevs av John Otterbein Snyder 1922.  Tenuirostritermes incisus ingår i släktet Tenuirostritermes och familjen Termitidae. Inga underarter finns listade i Catalogue of Life.